# Cerkev sv. Jurija, Piran
Cerkev sv. Jurija je župnijska cerkev župnije Piran. Cerkveni kompleks na markantnem grebenu polotoka, nad Tartinijevim trgom, sestavljajo cerkev, prostostoječi zvonik (kampanile) in krstilnica (baptisterij).

## Zgodovina
Današnja župnijska cerkev sv. Jurija je zgrajena v beneško-renesančnem slogu.
Arheološke raziskave so potrdile ostanke antične gradnje ter obstoj prve krščanske cerkve iz časov med 6. in 7. stoletjem. Zgodovinski viri potrjujejo obstoj župnije v 10. stoletju, kar je razvidno iz fragmentov stare cerkve v lapidariju, ki datirajo iz časa med 10. in 12. stoletjem. Staro cerkveno baziliko oglejskega tipa je nadomestila triladijska gotska cerkev, posvečena leta 1344. Današnjo podobo je cerkev dobila po dolgi obnovi med 1595 in 1637, s ponovno posvetitvijo 25. aprila 1637.

## Arhitektura
Cerkveni kompleks sestavljajo cerkev, prostostoječi zvonik in krstilnica na umetni terasi, zgrajeni na grebenu polotoka, nad središčem mesta. Podporno zidovje so zgradili leta 1641, na morski strani pa so teraso utrdili s kamnitimi oboki. Gradnja obokov, ki se je začela leta 1663, je trajala do leta 1804. Zaradi erozije morja močno načete oboke so leta 1998 obnovili.
Ob prezbiterij sta prizidani zakristiji, pravokotna cerkvena ladja ima ob straneh šest stranskih oltarjev, ob zahodno steno je prislonjen pevski kor. Zahodna fasada je oblikovana kot tempeljsko pročelje s pilastrsko členitvijo in trikotnim čelom ter odraža vpliv beneške renesančne arhitekture. Na podnožju pilastrov sta ohranjeni kamniti plošči z napisi o posvetitvah cerkve leta 1344 in 1637. Prvi napis se navezuje na legendo o čudežnem dogodku, ko je sv. Jurij 21. julija leta 1343 rešil mesto pred hudim neurjem. Drugi napis potrjuje obnovo cerkve leta 1608, ki jo je vodil kamnoseški mojster Bonfante Torre iz Benetk.

### Prezidave in prenove
Na mestu starejše, v letu 1344 posvečene triladijske gotske cerkve so že po letu 1595 pričeli graditi novo cerkev, ki je bila dokončana in ponovno posvečena leta 1637.
Ob koncu 19. stoletja je cerkev (zlasti v notranjščini) prenovil tržaški arhitekt Giovanni Righetti.
Od leta 1986 poteka obnova cerkve v sodelovanju z Zavodom za varstvo kulturne dediščine Piran in restavratorskim centrom RS iz Ljubljane. Med leti 2002 in 2005 je bila cerkev zaprta, zaradi statične prenove in obnovitvenih del, od avgusta 2005 je cerkev ponovno odprta, vendar v notranjosti še vedno potekajo nekatera restavratorska dela, od leta 2023 tudi na zvoniku.

## Notranjost cerkve

### Glavni oltar
Na glavnem oltarju v apsidi je slika Marija z otrokom, sv. Jurijem, sv. Miklavžem in sv. Markom iz druge polovice 18. stoletja. Glavni oltar je delo Gaspara Albertinija (1788), ki ga je Giovanni Righetti predelal v času obnove, koncem 19. stoletja. Tu je tudi 8,5 m visoka slika tržaškega slikarja Giovannija Pagliarinija (1844) Mučeništvo sv. Jurija. Namenjena naj bi bila za glavni oltar, vendar si je naročnik premislil in odtlej visi ob severni steni druge pole prezbiterija. Po nekaterih virih naj bi šlo za največjo tabelno sliko v Sloveniji.

### Stranski oltarji
Baročni marmorni oltarji ob stenah cerkvene ladje so delo beneških kamnoseških delavnic, mojstra Bonfanteja Torreja iz 17. stoletja ter kiparjev bratov Paola in Giuseppeja Gropellija, iz prvih desetletij 18. stoletja. Oltarne slike na njih so bodisi sočasne ali pa nekoliko starejše ali mlajše.

### Notranja oprema
V prezbiteriju sta veliki sliki Angela de Costerja (1705–1706), Čudež sv. Jurija in Maša v Bolseni, ter spominska in nagrobna plošča škofa N. Caldane. Na nasprotni steni je obešeno zelo pomembno gotsko razpelo Križanega Jezusa iz začetka 14. stoletja. Pred prenovo cerkve je Križani dolgo časa visel v krstilnici, v Piran pa je najverjetneje prišel iz bernardinske samostanske cerkve. V prezbiteriju so ohranjene lesene baročne korne klopi, namenjene kapitlju in piranskemu podeštatu.
V niši na južni steni cerkvene ladje sta statična in umirjena kiparska skulptura sv. Nikolaja iz leta 1640, v niši na severni steni ladje pa razgibana skupinska plastika sv. Jurija na konju z Marjetico, barvno poslikano in pozlačeno delo beneškega rezbarja Giovannija Maria Gasperinija iz leta 1677.
Na ravnem, vendar bogato členjenem cerkvenem stropu sta sliki na platnu Slava sv. Jurija v centralnem ovalu in Čudež sv. Jurija.

## Cerkvene orgle

### Zgodovina orgel v župnijski cerkvi
Leta 1968 je Giuseppe Radole v Delih in spominih Istrskega društva za arheologijo in domovino objavil članek, v katerem je rekonstruiral kronologijo orgel v istrskih cerkvah od leta 1381. Ta študija, ki razširja prejšnjo raziskavo, objavljeno v revija L' Organ, ostaja eden najpopolnejših virov o širjenju in razvoju orgel v Istri.
Naslednji podatki se nanašajo na orgle v piranski župnijski cerkvi:
|      | Opis |
| ---- | --- |
| 1534 | Maestro Jacomo iz Benetk je podpisal pogodbo o izdelavi novih orgel, za 200 dukatov, ki so nadomestile stare. Zatem je dve leti opravljal službo organista. |
| 1540 | Slikar Ambrogio je bil poklican, da okrasi orgelsko omaro, verjetno nameščeno v cornu epistolae                                                             |
| 1567 | Giulio Zacchino, tergestinus in Massimilian da Udine obnovita orgle                                                                                         |
| 1576 | Martino Datis popravi nekaj poškodb na orglah, medtem ko piranski slikar Alessandro Avanzata retušira orgelsko omaro                                        |
| 1614 | Po zgraditvi pevske empore nad glavnim vhodom mojster Palma iz Benetk podpiše pogodbo za novo orgelsko omaro                                                |
| 1622 | Dokončana sta bila pevska empora, orgle so dobile današnjemu podoben izgled                                                                                 |
| 1629 | Stare orgle so namestili v omaro na pevski empori |
| 1630 | Pietro Napolitano opravi pregled orgel |
| 1724 | Antonio Lodovico de Moisè opravi popravilo orgel |
| 1746 | mojster Petar Nakić (Pietro Nacchini) zgradi nove, sedanje orgle                                                                                            |
| 1817 | Giacomo Daris iz Benetk popravlja orgle |
| 1823 | Antonio Rossi iz Trsta obnovi orgle |
| 1905 | Bazzani iz Benetk restavrira orgle |
| 1936 | Giorgio Bencz iz Gorice opravi obnovitev orgel |
| 1959 | Vinko Rebolj restavrira orgle |

### Sedanje Nakićeve orgle
Sedanje cerkvene orgle z nekdanjimi 16 registri je leta 1746 izdelal beneški mojster Petar Nakić (Pietro Nacchini), po rodu iz Dalmacije. Sodijo med njegove največje stvaritve na območju ob Jadranu, odlikovala jih je kakovost ter umetniška in tehnična dovršenost. Mojster se je v Benetkah ob študiju teologije seznanil z izdelavo orgel in se po letu 1729 popolnoma posvetil tej obrti. V začetku 19. stoletja je piranskim orglam klaviaturo v manualu zamenjal A. V. Rossi iz Trsta. V času prve svetovne vojne so bile orgle močno poškodovane, vse večje kovinske piščali so namreč odstranili, da so jih pretopili za potrebe tovarn orožja. V letu 1936 je orgle sicer goriški orglar Giorgio Bencz predelal, vendar jim ni mogel vrniti prvotne dispozicije. Leta 1956 je še nekaj nekaj popravkov vnesel Vinko Rebolj, tako da je sedanja dispozicija znatno spremenjena. Zadnja prenova orgel je bila opravljena v avgustu 1995.

## Zvonik
Prvotni zvonik gotske cerkve je stal pred sedanjim pročeljem cerkve na zahodni strani in so ga podrli v začetku 17. stoletja, ob takratni temeljiti obnovi cerkvenega kompleksa. Nov samostoječi zvonik, postavljen na vzhodni strani, med prezbiterij cerkve sv. Jurija in bodočo krstilnico, je bil zgrajen med 1600 in 1615. Zasnovan je bil po vzoru zvonika bazilike sv. Marka v Benetkah. Skupaj z vrtljivim kipom nadangela sv. Mihaela na vrhu, ki kaže smer vetra, je zvonik visok 46,45 metrov. Od ohranjenih zvonov je eden še iz prejšnjega zvonika, ulit je bil leta 1477, ter še danes oznanja polne ure. Dragocen spomenik tehnične dediščine je tudi ohranjeni mehanizem cerkvene stolpne ure. V letih 2023/25 poteka temeljita prenova zunanjosti zvonika.

## Zvonovi v zvoniku
Od ohranjenih zvonov je najstarejši še iz prejšnjega zvonika, imenovan tudi »predkolumbovski zvon«, ulit je bil namreč leta 1477, ter še danes oznanja polne ure. Leta 2015 so zvonico obnovili in vanjo namestili dva nova zvonova, dar župnije sv. Konrada iz Berlina, dva stara počena zvonova pa shranili na župnijski vrt.
Zvonovi:

- dva velika zvonova iz Nemčije, 800 in 600 kg
- srednjevelik zvon, urni zvon: a" +6, iz 1477
- majhen zvonček, četrtni zvon: cis" -2

## Krstilnica
Krstilnica sv. Janeza Krstnika je bila zgrajena ob temeljiti prenovi cerkvenega kompleksa, v letu 1650.
Gradnjo krstilnice so začeli v prvi polovici 17. stoletja. Zamenjala je srednjeveško, ki je, tako kot stari zvonik, prvotno stala pred cerkvijo. Pri gradnji nove so obdržali osmerokotni tloris stare krstilnice, kupolasto streho in svetlobnico, tudi na zunanjosti vzidana reliefa in okno s pleteninasto ornamentiko so prenesli s stare lokacije.
Pri obnovi notranjščine so leta 1975 krstilnici povrnili baročni videz in odstranili zelo poškodovano poslikavo Ignazia Calassija (1893). Glavni oltar s sliko Kristusov krst, delom neznanega  beneškega slikarja, sta po načrtih  Giovannija Sartorija med letoma 1691 in 1693 izdelala Iseppo in Pietro Manaresi. Iseppo Manaresi in Andrea Torre sta leta 1694 pred krstilnico zgradila dvoramno stopnišče, Torre pa še oltar sv. Odorika. Sliko Marija z otrokom in svetniki iz druge polovice 17. stoletja, pripisujejo Ambrogiu Bonu. V kasnejšem tretjem oltarju je slika Žalostna Mati Božja, delo tržaškega slikarja Ferdinanda Quaiatija (druga polovica 19. stoletja). Najstarejši element krstilnice je rimski nagrobnik iz 1. stoletja, ki je bil predelan v krstni kamen in najverjetneje uporabljen že v prvi piranski krstilnici. Na dveh straneh kamna je viden relief delfina in na njem krilatega dečka (antični simbol prehoda v onostranstvo). Leta 2014 je bila obnovljena streha krstilnice, pročelje z vhodnim portalom in stopniščem.